# Adolf Paschke
Adolf Paschke (* 20. September 1891 in Sankt Petersburg; † 1. Februar 1978) war während des Zweiten Weltkriegs Leiter von Pers Z S, der auf Entzifferung spezialisierten Unterabteilung des Chiffrierdienstes (Chi) des Auswärtigen Amts (AA).

## Leben
Nach dem Abitur im Jahr 1909 begann der 18-Jährige in Berlin und Sankt Petersburg ein Studium der Rechts- und Wirtschaftswissenschaften, das er im Jahr 1914 abschloss. Bei Ausbruch des Ersten Weltkriegs (1914–1918), wurde er in Russland interniert, aber zehn Monate später ausgetauscht und konnte nach Deutschland zurückkehren. Dort wurde er ins Heer eingezogen und der Fernmeldetruppe zugeteilt. Er arbeitete fortan als Kryptoanalytiker an der Ostfront, wobei ihm die fließende Beherrschung der russischen Sprache zum Vorteil gereichte.
Nach dem Krieg, am 20. Januar 1919, wechselte er ins Auswärtige Amt (AA) der jungen Weimarer Republik. In der dortigen „Chiffrierabteilung“, die den Decknamen „Pers Z“ bekam, scheinbar zuständig für zentrale Personalfragen, arbeitete er an den kryptografischen Systemen zahlreicher Länder, darunter Russland, Österreich, der Vatikan, Italien, Griechenland, Frankreich und die Tschechoslowakei. Zum 1. Mai 1933 trat er der NSDAP bei (Mitgliedsnummer 2.649.870). Im Jahr 1942 war er zum Leiter der Gruppe Pers Z S aufgestiegen, des „Sonderdienstes“ innerhalb der Abteilung, der sich speziell mit Kryptanalyse befasste. Seine Amtsbezeichnung lautete Vortragender Legationsrat (VLR, Besoldungsgruppe A 15). Er befasste sich auch mit der deutschen Rotor-Chiffriermaschine Enigma und lehnte deren Verwendung im AA strikt ab.
Gegen Ende des Krieges wurde er von amerikanischen Soldaten verhaftet und vom TICOM intensiv verhört (siehe auch: TICOM-Report I‑22 unter Weblinks). Paschke wurde als „Mitläufer“ eingestuft. Nach seiner Freilassung wirkte er zunächst einige Jahre lang als Violinist in Marburg, bevor er im Januar 1950 wieder zu seiner langjährig gewohnten Profession zurückfand. Das Bundeskanzleramt (BKAmt) der jungen Bundesrepublik (BRD) hatte ihn mit der Schaffung eines neuen kryptologischen Dienstes beauftragt. Paschke schlug dazu die Gründung eines Beirats vor, dem so bekannte Namen wie Hüttenhain, Kunze, Schauffler und Selchow angehörten. Unter dem Decknamen „Referat 114“ entstand der neue Dienst im Auswärtigen Amt der BRD und wurde zunächst von Paschke geleitet, der später die Verantwortung an Hans Karstien übergab. Im Jahr 1956, in dem er 65 Jahre alt wurde, ging das „Referat 114“ in der im selben Jahr gegründeten neuen Zentralstelle für das Chiffrierwesen (ZfCh) auf.
Adolf Paschke wurde 86 Jahre alt.

## Schriften (Auswahl)
- Gedanken eines Einsamen. Pierson, 1930.